# Pilot Bay Park
Pilot Bay Park är en park i Kanada.   Den ligger i provinsen British Columbia, i den södra delen av landet, 3 100 km väster om huvudstaden Ottawa. Pilot Bay Park ligger 530 meter över havet.
Terrängen runt Pilot Bay Park är bergig västerut, men österut är den kuperad. Trakten runt Pilot Bay Park är nära nog obefolkad, med mindre än två invånare per kvadratkilometer.. Närmaste större samhälle är Balfour, 7,4 km väster om Pilot Bay Park.
I omgivningarna runt Pilot Bay Park växer i huvudsak barrskog.